# Kingston, Minnesota
Kingston là một thành phố thuộc quận Meeker, tiểu bang Minnesota, Hoa Kỳ. Năm 2010, dân số của thành phố này là 161 người.

## Dân số
- Dân số năm 2000: 120 người.
- Dân số năm 2010: 161 người.